# Эре (огисо Бенина)
Эре или Эрхе  — второй огисо («правитель небес») средневекового бенинского государства Игодомигодо (Бенин), правивший в середине X века. Первый не легендарный или полулегендарный правитель бини; его правление — важнейший период всей истории государства бини эпохи «Первой династии», поскольку приписываемые ему реформы и нововведения, привнесенные в различные сферы жизнедеятельности бини, определили экономический и политический облик средневекового Бенина — города и всего общества — вплоть до самого падения «династии» «небесных правителей».

## Происхождение
Согласно устной исторической традиции бини, Эре был сыном или внуком первого огисо («правителя небес») Бенинского государства Игодо, основавшего «Династию небесных правителей» («Первую династию») средневекового Бенинского государства. Если верить народной памяти бини, по происхождению Игодо мог быть йоруба из Ифе. Он совершал набеги на бини из своей ставки в Удо и утвердился в качестве верховного правителя (огисо), обложив данью вождества и общины бини. Сообщается, что Игодо жил долго, имел многочисленное потомство и в стране при нём царили мир и согласие. О раннем периоде жизни Эре устная историческая традиция повествует, что у него якобы было трудное детство и в юности ему довелось немало поскитаться.

## Правление
Придя к власти, Эре учредил в Угбекуне особое святилище (Аро-исо — «Небесный алтарь») для отправления культа духа своего отца Игодо, поместил туда его железный меч (икху) и назначил для отправления культа специального жреца охенсо (или охен исо). Кроме того, Эре учредил институт официальных придворных хронистов (угхорон), сделав его «формализованным, с наследственными должностями».
В период правления Эре в Бенинском царстве началось становление системы надвождеских политических институтов (в частности, было создано объединение титулованных вождей эдионэвбо — «старейшины государства», занимавшиеся выборами правителя) и укрепление власти огисо. При Эре резиденция правителя по неясным для исследователей причинам была перенесена из Угбекуна в Игодомигодо (на месте современного Бенин-Сити). Перенося свою резиденцию, Эре изменил название города с Игодомигодо на Иле («Дом») — это имя город продолжал носить вплоть до прихода к власти «Второй династии», хотя название страны оставалось прежним — Игодомигодо. Перенос столицы в Игодомигодо способствовал его трансформации из протогородского центра в город, привёл к его экономическому подъёму, повышению его политического влияния в регионе и конкурентоспособности на фоне других протогородов бини.
Вероятно, именно Эре начал возведение системы городских стен и рвов Иле, что может свидетельствовать об ускорении в годы его правления процесса социально-политического объединения общин будущего Бенин-Сити. Согласно устной традиции, возведением земляных валов города руководил назначенный Эре архитектор по имени Эринмвин. Объединение городских общин и повышение роли новой столицы как главного экономического центра для всех бини вскоре привели к открытию в городе первого крупного рынка, который иногда называли просто «Эки-огисо» («Рынок огисо»). Кроме того, Эре начал строительство огромного дворца к востоку от центральной части современного Бенин-Сити. Дворец имел прямоугольную форму с длиной сторон около 800 на 400 метров. Если верить устной исторической традиции, во дворце было «много ворот, палат, залов для совещаний и большой гарем, разделенный на части». Археологические изыскания, произведённые южноафриканским ученым А. Дж. Х. Гудвином в 1954—1955 годах на месте предполагаемого строительства дворца Эре, не дали, однако, положительных результатов.
При Эре в государстве Игодомигодо началось формирование института вассалитета. Эре первым использовал метод, который в дальнейшем применялся бенинскими правителями на всём протяжении их истории: огисо посылал во главе групп мигрантов своих младших родственников (братьев, детей и других) основывать новые поселения на новых территориях, наделяя их при этом особыми титулами вассальных огисо правителей. Именно таким образом три младших брата Эре получили титулы вассальных глав поселений: Игхиле стал овие Угхеле, другой брат — огиобо Уборо-Уко (Убуруку), а третий — оногие Эвбоикхинмвина.
«Эре был величайшим из всех огисо, поскольку он сыграл выдающуюся роль в обеспечении процветания и в сплочении бенинского королевства первого периода», — писал придворный бенинский историк Джекоб У. Эгхаревба. Устная историческая традиция повествует о том, что Эре было присвоено несколько почетных имен, среди которых были Эрегбова («Эре, или сущее, приведенное в соответствие с до́лжным»), Эресойен («Эре, делающий благо»), Эресогие («Эре — талантливый правитель»). Ему приписывается введение в обиход бини различных повседневных предметов, например, деревянных тарелок, а также утверждение основных символов и атрибутов верховной власти, используемых до сих пор, среди которых «повседневная» корона правителя (эдэ), перламутровые бусы и браслеты (эдигба и эгуэн), круглое кожаное опахало (эзузу), круглый трон (экете), прямоугольная скамеечка, также игравшая роль трона (агба), мечи правителя — символ власти ада и церемониальный эбен, а также большой барабан правителя (окха). Кроме того, согласно устной исторической традиции, именно Эре научил своих подданных резьбе по дереву и начал создавать объединения ремесленников. Устная традиция среди древнейших называет объединения плотников (онвина), резчиков по дереву и слоновой кости (игбесанмван), кожевенников (эсохиан), ткачей (овиннанидо или онвина н’идо), гончаров (эмакхе), кузнецов (улеме) и бронзолитейщиков (игун-эронмвон). Вполне возможно, что некоторые из них (прежде всего, онвина и игбесанмван) были учреждены именно в период правления Эре.

## Наследники
Согласно устным свидетельствам, записанным Джекобом У. Эгхаревба, наследника Эре звали Орире и он был его прямым потомком. В правление Орире страна продолжала развиваться как в политическом, так и в экономическом отношении, однако в силу неизвестных причин Орире не сумел передать власть своему наследнику, в результате чего династия Игодо на нём и пресеклась. Совсем другую устную версию за несколько десятилетий до Эгхаревба записал британский исследователь Перси А. Тэлбот. Согласно этой версии, Эре наследовал его сын по имени Огисо, который, как записал Тэлбот, «не добился особых успехов и позднее вернулся в Ифе».

## Память
В 1979 году после завершения коронационных обрядов новый оба Бенина в память о правлении огисо Эре принял тронное имя Эредиауа, что переводится как «Эре… пришел установить должный порядок вещей».